# Apotolamprus hanskii
Apotolamprus hanskii là một loài bọ cánh cứng trong họ Bọ hung (Scarabaeidae).